# کیم هه کیونگ
کیم هه کیونگ (کره‌ای: 김혜경؛ زادهٔ ۱۲ سپتامبر ۱۹۹۶) پیانیست اهل کره جنوبی و بانوی اول کنونی این کشور است. او همسر لی جه میونگ، رئیس‌جمهور کره جنوبی است که در ۴ ژوئن ۲۰۲۵ به مقام ریاست‌جمهوری رسید.
کیم فارغ‌التحصیل دانشگاه زنان سوک‌میونگ است و همواره پشتیبان وفاداری برای مسیر سیاسی همسرش بوده است. این زوج در مارس ۱۹۹۱ با یکدیگر ازدواج کردند و در رسانه‌ها به‌خاطر رابطهٔ قوی و پایدارشان بارها مورد توجه قرار گرفته‌اند.

## جوایز
جوایز ملی
 کره جنوبی: دریافت‌کنندهٔ نشان بزرگ موگونگ‌هوا (۴ ژوئن ۲۰۲۵) (به عنوان بانوی اول کره جنوبی)